# Junta governativa paraense de 1889
A Junta governativa paraense de 1889 foi um triunvirato formado por:
- Justo Leite Chermont
- José Maria do Nascimento
- Bento José Fernandes Júnior.

A Junta Governativa assumiu o governo do estado em 16 de novembro, permanecendo no cargo até 17 de dezembro de 1889, por ocasião do golpe de 1889, que destituiu o Imperador D. Pedro II, e pôs fim ao sistema monárquico instaurando a primeira ditadura militar do Brasil.